# Zomboy
Zomboy (wł. Joshua Jenkins, ur. 1 czerwca 1989 roku w Penzance, znany również pod pseudonimami Joshua Mellody i Place Your Bets) – brytyjski producent muzyczny i DJ. Karierę muzyczną rozpoczął w roku 2010, lecz dopiero w 2011 roku został zauważony dzięki piosence "Organ Donor", pochodzącej z jego pierwszego minialbumu Game Time EP. Obecnie współpracuje z dwiema wytwórniami muzycznymi - Never Say Die Records i No Tomorrow Records.
Pseudonim "Zomboy" został zapożyczony z gry "Left 4 Dead". Jako inspiracje podaje artystów Skrillexa i Rusko.

## Dyskografia
LP
- The Outbreak (2014)[2]

EP
- Game Time EP (2011)[3]
- The Dead Symphonic EP (2012)[4]
- Here to Stay (Remixes) (2013)[5]
- Reanimated (2013)[6]
- Neon Grave (2016)
- Rott n' Roll part. 1 (2017)
- Rott n' Roll part. 2 (2019)

Remix
- Resurrected (2015)
- Neon Grave Remixed (2017)

Single
- "Here to Stay" (feat. Lady Chann) (2013)[7]
- "WTF!?" (2014)[8]
- "Survivors" (2014) (wraz z MUST DIE!)
- "Outbreak" (2014) (feat. Armanni Reign)

Remixy
- Rihanna - "Only Girl (In the World)" (jako Joshua Mellody) (2010)
- Flux Pavilion - "Bass Cannon" (2011)
- Foreign Beggars - "Still Getting It" (feat. Skrillex) (2012) (utwór dostępny na kompilacji Never Say Die[9])
- DJ Fresh - "Hot Right Now" (feat. Rita Ora) (2012) (utwór dostępny na Hot Right Now EP)
- Hadouken! - "Parasite" (remix stworzony wraz ze Skismem) (2012) (utwór dostępny na Parasite EP)
- Modestep - "Sunlight" (2013) (utwór dostępny na Evolution Theory)
- Fedde Le Grand & Di-rect - "Where We Belong" (2014) (utwór dostępny na Where We Belong (The Remixes))

Pozostałe
- "Cage the Rage" (2012) - Never Say Die
- "Jam on It" (2012) - utwór dostępny do ściągnięcia za darmo na profilu muzyka na SoundCloud
- "Mind Control" (2013) - Never Say Die Vol. 2
- "Run It" (2013) - Never Say Die Vol. 2